# Diplopterygium elmeri
Diplopterygium elmeri là một loài dương xỉ trong họ Gleicheniaceae. Loài này được Copel. Nakai mô tả khoa học đầu tiên năm 1950.